# MLB: The Show
MLB: The Show ist eine Major-League-Baseball-Videospielserie, welches von San Diego Studio entwickelt und produziert wird. Die Serie wurde von Kritikern und Geschäftsleuten gelobt und ist seit 2014 das einzige MLB-Baseball-Simulations-Videospiel auf dem Markt.
Die Serie debütierte 2006 mit MLB 06: The Show für die PlayStation 2 und PlayStation Portable und folgte auf die MLB-Serie von 989 Sports. Seit 2006 gibt es jedes Jahr eine neue Version der Serie.
Die Serie wurde von MLB 06: The Show (2006) bis MLB 11: The Show (2011) für die PlayStation 2 veröffentlicht und war von MLB 07: The Show bis MLB The Show 16 für die PlayStation 3 erhältlich. Tragbare Versionen der Serie für die PlayStation Portable oder PlayStation Vita begleiteten jedes Spiel von MLB 06: The Show bis MLB 15: The Show. Mit MLB 14: The Show wurde die Serie erstmals für die PlayStation 4 veröffentlicht.
Nach fast mehr als zwei Jahrzehnten Exklusivität für PlayStation-Konsolen wird MLB: The Show nicht mehr exklusiv für die PlayStation veröffentlicht. MLB The Show 21 ist der erste Titel der Serie, der für die Xbox One und Xbox Series X/S erscheint, wobei diese Ausgaben von MLB Advanced Media digital mit veröffentlicht wurde. MLB The Show 22 ist das erste Spiel der Serie, das auf einer Nintendo-Konsole erscheint, nämlich auf der Nintendo Switch.

## Spielverlauf
Das Gameplay simuliert ein typisches Baseballspiel, bei dem der Spieler ein ganzes Team oder einen ausgewählten Spieler steuert. Der Spieler kann in jedem Spielmodus (außer Road to the Show) die Kontrolle über eines von 30 Major League Baseball-Teams übernehmen und dieses Team im Spiel verwenden. Die Serie verfügt über variable Spielmodi, in denen der Spieler die Kontrolle über ein Team für ein einzelnes Spiel, eine Saison oder ein Franchise (mehrere Saisons) übernimmt.

## Spiele
| Spiel            | Veröffentlichung           | Cover-Spieler      | Cover-Spieler         | Systeme                                                                  |
| Spiel            | Veröffentlichung           | Spieler            | Team                  | Systeme                                                                  |
| ---------------- | -------------------------- | ------------------ | --------------------- | ------------------------------------------------------------------------ |
| MLB 06: The Show | 28. Februar 2006           | David Ortiz        | Boston Red Sox        | PlayStation 2, PlayStation Portable                                      |
| MLB 07: The Show | 27. Februar 2007 (PS2/PSP) | David Wright       | New York Mets         | PlayStation 2, PlayStation 3, PlayStation Portable                       |
| MLB 07: The Show | 15. Mai 2007(PS3)          | David Wright       | New York Mets         | PlayStation 2, PlayStation 3, PlayStation Portable                       |
| MLB 08: The Show | 4. März 2008               | Ryan Howard        | Philadelphia Phillies | PlayStation 2, PlayStation 3, PlayStation Portable                       |
| MLB 09: The Show | 3. März 2009               | Dustin Pedroia     | Boston Red Sox        | PlayStation 2, PlayStation 3, PlayStation Portable                       |
| MLB 10: The Show | 2. März 2010               | Joe Mauer          | Minnesota Twins       | PlayStation 2, PlayStation 3, PlayStation Portable                       |
| MLB 11: The Show | 8. März 2011               | Joe Mauer          | Minnesota Twins       | PlayStation 2, PlayStation 3, PlayStation Portable                       |
| MLB 12: The Show | 6. März 2012               | Adrián González    | Boston Red Sox        | PlayStation 3, PlayStation Vita                                          |
| MLB 13: The Show | 5. März 2013               | Andrew McCutchen   | Pittsburgh Pirates    | PlayStation 3, PlayStation Vita                                          |
| MLB 14: The Show | 1. April 2014 (PS3/Vita)   | Miguel Cabrera     | Detroit Tigers        | PlayStation 3, PlayStation 4, PlayStation Vita                           |
| MLB 14: The Show | 6. Mai 2014 (PS4)          | Miguel Cabrera     | Detroit Tigers        | PlayStation 3, PlayStation 4, PlayStation Vita                           |
| MLB 15: The Show | 31. März 2015              | Yasiel Puig        | Los Angeles Dodgers   | PlayStation 3, PlayStation 4, PlayStation Vita                           |
| MLB The Show 16  | 29. März 2016              | Josh Donaldson     | Toronto Blue Jays     | PlayStation 3, PlayStation 4                                             |
| MLB The Show 17  | 28. März 2017              | Ken Griffey Jr.    | Seattle Mariners      | PlayStation 4                                                            |
| MLB The Show 18  | 27. März 2018              | Aaron Judge        | New York Yankees      | PlayStation 4                                                            |
| MLB The Show 19  | 26. März 2019              | Bryce Harper       | Philadelphia Phillies | PlayStation 4                                                            |
| MLB The Show 20  | 17. März 2020              | Javier Báez        | Chicago Cubs          | PlayStation 4                                                            |
| MLB The Show 21  | 20. April 2021             | Fernando Tatís Jr. | San Diego Padres      | PlayStation 4, PlayStation 5, Xbox One, Xbox Series X/S                  |
| MLB The Show 22  | 5. April 2022              | Shohei Ohtani      | Los Angeles Angels    | PlayStation 4, PlayStation 5, Xbox One, Xbox Series X/S, Nintendo Switch |
| MLB The Show 23  | 28. März 2023              | Jazz Chisholm Jr.  | Miami Marlins         | PlayStation 4, PlayStation 5, Xbox One, Xbox Series X/S, Nintendo Switch |